# Сувальський повіт
Сувалський повіт (пол. powiat suwalski) — один з 14 земських повітів Підляського воєводства Польщі.
Утворений 1 січня 1999 року в результаті адміністративної реформи.

## Загальна інформація
Адміністративний центр — місто Сувалки.
Станом на 1.01.2008 населення становить 35 139 осіб, площа 1306,94 км².

## Демографія
Демографічні дані повіту станом на 30.06.2008:
|       | Всього | Всього | Жінки  | Жінки | Чоловіки | Чоловіки |
| ----- | ------ | ------ | ------ | ----- | -------- | -------- |
|       | осіб   | %      | осіб   | %     | осіб     | %        |
| Повіт | 35 113 | 100    | 17 193 | 49,0  | 17 920   | 51,0     |
| Міста | 0      | 100    | 0      | 0     | 0        | 0        |
| Села  | 35 113 | 100    | 17 193 | 49,0  | 17 920   | 51,0     |